# Redmi
 (janvier 2020).
Redmi (红米) est une gamme d'appareils électronique d'entrée de gamme. Elle est lancée en juillet 2013 et est depuis janvier 2019 une sous-marque de l'entreprise d'électronique chinoise Xiaomi.

## Histoire
Parmi les séries créées se trouvent les Redmi, les Redmi K20 et les Redmi Note. Redmi est depuis un fabricant de smartphones basé en Chine et une sous-marque appartenant à la société d'électronique chinoise Xiaomi. Elle est dévoilée en tant que gamme de smartphones économiques fabriqués par Xiaomi en juillet 2013. Elle est devenue une sous-marque distincte de Xiaomi en 2019 qui se concentre uniquement sur les appareils d'entrée de gamme et de milieu de gamme, tandis que Xiaomi se concentre sur la gamme haut de gamme et phare de Mi. Les téléphones Redmi utilisent l'interface utilisateur Xiaomi MIUI en plus d'Android. Les modèles peuvent être divisés en téléphones Redmi d'entrée de gamme avec écran généralement jusqu'à 6" (pouces) et Redmi Note de milieu de gamme avec des écrans dépassant 6" et équipés de spécifications haut de gamme. La série bas de gamme Redmi A et Redmi Go est commercialisée dans plusieurs pays asiatiques et européens. La différence la plus significative par rapport aux autres smartphones Xiaomi est qu'ils utilisent des composants moins chers.
En août 2014, The Wall Street Journal rapporte qu'au deuxième trimestre de l'année 2014, Xiaomi détient une part de marché de 14 % du classement des expéditions de smartphones en Chine. Les ventes de Redmi sont attribuées comme facteur contribuant à ce gain dans le classement des expéditions. 
Après Xiaomi, Redmi a également lancé une montre intelligente, la Mi Watch, qui fonctionne sous le système Wear OS. Lu Weibing, directeur général de Redmi, en fait la promotion, et Redmi devient un nouvel entrant dans ce secteur.

## Principaux produits
Le Redmi 9T Pro est un smartphone créé par Redmi possédant une caméra pop-up. Il comporte également un snapdragon 855, une triple caméra 48mpx et un stockage variant de 64 à 128 Go. Son prix varie de 399€ à 449€ pour la plus grosse version.
Le Redmi Note 8 Pro est un smartphone fonctionnant sous Android 9, avec l'interface MIUI 10.4.
| Modèle                          | Numéro de modèle | Date de sortie | Type d'affichage | Taille d'affichage | Résolution        | Prise en charge 4G LTE | Système sur puce                                                                                               |
| ------------------------------- | ---------------- | -------------- | ---------------- | ------------------ | ----------------- | ---------------------- | --- |
| Redmi 1                         |                  | 2013           | IPS              | 4.7 "              | HD 720p           | Non                    | Mediatek MT6589T 4x 1,5 GHz ARM cortex-A7                                                                      |
| Redmi 1S                        |                  | 2014,5         | IPS              | 4.7 "              | HD 720p           | Non                    | Qualcomm Snapdragon 400 4x 1,6 GHz ARM cortex-A7                                                               |
| Redmi 1S 4G                     |                  | 2014,5         | IPS              | 4.7 "              | HD 720p           | Oui                    | MediaTek MT6582 4x 1,3 GHz ARM cortex-A7                                                                       |
| Redmi 2                         |                  | 2015.1         | IPS              | 4.7 "              | HD 720p           | Oui                    | Qualcomm Snapdragon 410 4x 1,2 GHz ARM cortex-A53                                                              |
| Redmi 2A                        |                  | 2015.4         | IPS              | 4.7 "              | HD 720p           | Oui                    | Leadcore LC1860C 4x ARM cortex-A7 1,5 GHz                                                                      |
| Redmi 3                         |                  | 2015.12        | IPS              | 5 "                | HD 720p           | Oui                    | Qualcomm Snapdragon 616 4x ARM cortex-A53 et 4x 1,2 GHz ARM cortex-A53                                         |
| Redmi 3S                        |                  | 2016.4         | IPS              | 5 "                | HD 720p           | Oui                    | Qualcomm Snapdragon 430 8x 1,4 GHz ARM cortex-A53                                                              |
| Redmi 3X                        |                  | 2016.4         | IPS              | 5 "                | HD 720p           | Oui                    | Qualcomm Snapdragon 430 8x 1,4 GHz ARM cortex-A53                                                              |
| Redmi 4                         |                  | 2016.11        | IPS              | 5 "                | HD 720p           | Oui                    | Qualcomm Snapdragon 430 8x 1,4 GHz ARM Cortex-A53                                                              |
| Redmi 4 Prime                   |                  | 2016.11        | IPS              | 5 "                | FHD 1080p         | Oui                    | Qualcomm Snapdragon 625 8x 2.0 GHz ARM Cortex-A53                                                              |
| Redmi 4A                        |                  | 2016.11        | IPS              | 5 "                | HD 720p           | Oui                    | Qualcomm Snapdragon 425 4x ARM 1,4 GHz Cortex-A53                                                              |
| Redmi 4X                        |                  | 2017,3         | IPS              | 5 "                | HD 720p           | Oui                    | Qualcomm Snapdragon 435 8x 1,4 GHz ARM Cortex-A53                                                              |
| Redmi 5                         |                  | 2017.12        | IPS              | 5.7 "              | HD + 1440 × 720   | Oui                    | Qualcomm Snapdragon 450 8x 1,8 GHz ARM Cortex-A53                                                              |
| Redmi 5 Plus Inde: Redmi Note 5 |                  | 2017.12        | IPS              | 5,99 "             | FHD + 2160 × 1080 | Oui                    | Qualcomm Snapdragon 625 8x 2,0 GHz ARM Cortex-A53                                                              |
| Redmi 5A                        |                  | 2017.10        | IPS              | 5 "                | HD 720p           | Oui                    | Qualcomm Snapdragon 425 4x ARM Cortex-A53 à 1,4 GHz                                                            |
| Redmi 6                         |                  | 2018,6         | IPS              | 5,45 "             | HD + 1440 × 720   | Oui                    | Mediatek Helio P22 8x 2,0 GHz ARM Cortex-A53                                                                   |
| Redmi 6 Pro                     |                  | 2018,6         | IPS              | 5,84 "             | FHD + 2280 x 1080 | Oui                    | Qualcomm Snapdragon 625 8x 2,0 GHz ARM Cortex-A53                                                              |
| Redmi 6A                        |                  | 2018,6         | IPS              | 5,45 "             | HD + 1440 × 720   | Oui                    | Mediatek Helio A22 4x ARM Cortex-A53 à 2,0 GHz                                                                 |
| Redmi 7                         | M1901F9          | 2019.3         | IPS              | 6.26 "             | HD + 1520 x 720   | Oui                    | Qualcomm Snapdragon 632 8x 1,8 GHz Kryo 250 or / argent                                                        |
| Redmi 7A                        |                  | 2019,6         | IPS              | 5,45 "             | HD + 1440 x 720   | Oui                    | Qualcomm Snapdragon 439 8x 2,0 GHz ARM Cortex-A53                                                              |
| Redmi 8                         |                  | 2019.10        | IPS              | 6.2 "              | HD + 1520 x 720   | Oui                    | Qualcomm Snapdragon 439 8x 2,0 GHz ARM Cortex-A53                                                              |
| Redmi 8A                        |                  | 2019,9         | IPS              | 6.2 "              | HD + 1520 x 720   | Oui                    | Qualcomm Snapdragon 439 8x 2,0 GHz ARM Cortex-A53                                                              |
| Redmi Go                        |                  | 2019.2         | IPS              | 5,0 "              | HD + 1280 x 720   | Oui                    | Qualcomm Snapdragon 425 4x ARM Cortex-A53 à 1,4 GHz                                                            |
| Redmi Pro                       |                  | 2016,7         | OLED             | 5,5 "              | FHD 1080p         | Oui                    | Mediatek Helio X20 / X25 4 x 2,1 GHz ARM cortex-A53 et 4 x 2,3 GHz ARM cortex-A53 & 2 x 2,5 GHz ARM cortex-A72 |
| Redmi S2 Inde : Redmi Y2        |                  | 2018,5         | IPS              | 5,99 "             | HD + 1440 × 720   | Oui                    | Qualcomm Snapdragon 625 8x 2,0 GHz ARM Cortex-A53                                                              |
| Redmi Y3                        |                  | 2019.4         | IPS              | 6.3 "              | HD + 1520 x 720   | Oui                    | Qualcomm Snapdragon 632 8x 1,8 GHz Kryo 250 or / argent                                                        |
| Redmi K20                       | M1903F10I        | 2019.6         | Super AMOLED     | 6.39 "             | 1080 × 2340 px    | Oui                    | Qualcomm Snapdragon 730                                                                                        |
| Redmi K20 Pro                   | M1903F11I        | 2019.6         | Super AMOLED     | 6.39 "             | 1080 × 2340 px    | Oui                    | Qualcomm Snapdragon 855                                                                                        |